# 王丁筑
王丁筑（1991年10月2日-），本名張家瑜，華岡藝校2010年畢業。以公視迷你劇集《他們在畢業的前一天爆炸》開啟演藝之路，並在韓國首爾戲劇獎當選人氣最高票。之後陸續參與陳國富《初登場》、鄭文堂《燦爛時光》、薛賢堅《再見時光》等優質作品，持續挑戰不同類型演出，是名多方涉獵的演員。
本身亦兼具影評和創作者身份，曾以導演身分創作短片《蜉蝣絮語》斬獲Myfone行動創作獎第八屆微電影組第二名，現仍不斷嘗試各種創作。

## 演出作品

### 電影
- 2011年《10+10》-《初登場》（飾鄧麗君）導演：陳國富
- 2016年《櫥窗人生》（飾劉惠敏）導演：薛賢堅
- 2017年《再見時光》（飾王佳）導演：薛賢堅
- 2021年《千歲號出發！》（飾欣怡）導演：胡皓翔
- 2022年《洗》（飾予曦）導演：吳庭慧
- 2022年《來我夢中》（飾佳儀）導演：林彣政

### 電視劇
- 2010年《他們在畢業的前一天爆炸》（飾王丁筑）導演：鄭有傑
- 2011年《華麗的挑戰》（特別演出）導演：馮家瑞
- 2011年《前男友》（飾蔡小Z(少年)）導演：中中
- 2012年《罪美麗》(飾阿景)（特別演出）導演：姜秀瓊、徐譽庭
- 2012年《飆！企鵝里德》（飾唐唐）導演：王傳宗
- 2015年《男丁格爾》（飾林依青）導演：陳長綸
- 2015年《燦爛時光》（飾單雯麗‬）導演：鄭文堂
- 2017年《他們在畢業的前一天爆炸2》（飾王丁筑）導演：鄭有傑
- 2018年《你的孩子不是你的孩子》（特別演出）導演：陳慧翎
- 2019年《靈異街11號》（飾靜玟）（特別演出）導演：洪子鵬
- 2024年《少女八家將》（飾舒/張成妤）導演：連春利、余威德
- 2025年《追分成功》（飾沈靖雯） 導演：王為
- 2025年《寶島西米樂》（飾張德惠） 導演：

### 電視電影
- 2012年《飛啊卡夫卡》（飾山茶花/小汝‬）導演：劉振南
- 2013年《青山》（飾小藍‬）導演：莊翔安
- 2014年《刑法第274條》（飾邱詩婷‬）導演：張家政
- 2015年《空白轉機》（飾孟芸喬）導演：林俊傑、呂登貴
- 2015年《乍暖》（飾徐宜安）導演：陳定寧
- 2016年《麥田投手》（飾小紀）導演：許榕容
- 2018年《天使薇薇》（飾宋潔）導演：周美玲
- 2021年《討債女王》（飾許如芳）導演：張修誠

### 微電影
- 2011年 法國巴黎人壽微電影《留愛不留債》
- 2013年 健保局微電影《聽心X陪伴》
- 2013年 靖娟兒童基金會微電影《這一場雨》
- 2018年 臺灣圖書館員形象片《迴想・初心》
- 2019年 Sony α│RX《世界值得你用更細膩的方式看待》

### MV
- 2014年 閃靈樂團《薰空》、《暮沉武德殿》
- 2017年 孩子王樂團《月娘》
- 2018年 王笠人《我依然是我》
- 2018年 玖壹壹《恐怖情人》
- 2018年 閃靈樂團ft.何韻詩《烏牛欄大護法》
- 2019年 鄭心慈《幸福藏在哪裡》
- 2023年 閃靈樂團《護國山》
- 2024年 孩子王《無你的所在都是你》

## 獎項
- 2012年8月以《他們在畢業的前一天爆炸》奪下韓國第7屆首爾國際電視節（Seoul International Drama Awards）“觀眾投票最高人氣獎（臺灣）”。[1]

- 2014 以導演身分創作短片《蜉蝣絮語》獲得第八屆MyFone行動創作獎-微電影組第二名

## 外部連結
- 王丁筑_阿丁的Facebook專頁
- 王丁筑的Instagram帳戶
- 王丁筑的新浪微博
- 王丁筑在互联网电影资料库（IMDb）上的資料（英文）（英文）
- 王丁筑在香港影庫上的簡介
- 王丁筑在时光网上的簡介（简体中文）
- 王丁筑在豆瓣上的资料（简体中文）